# Simon van der Meer
Simon van der Meer (L'Aia, 24 novembre 1925 – Ginevra, 4 marzo 2011) è stato un fisico olandese.

## Biografia
Specializzato in acceleratori di particelle ha ideato il metodo del raffreddamento stocastico nei collider, che ha reso possibile al gruppo di ricerca UA-1 guidato da Carlo Rubbia, la scoperta dei bosoni W e Z mediante l'SPS (Super Proton Synchrotron), il collisionatore protone-antiprotone da 500 Gev del CERN.
Per questo risultato van der Meer e Rubbia condivisero nel 1984 il Premio Nobel per la Fisica.
Ha lavorato al CERN dal 1956 fino al pensionamento nel 1990.